# Corucia zebrata
Corucia zebrata là một loài thằn lằn bóng đặc hữu quần đảo Solomon. Đây là loài thằn lằn bóng lớn nhất còn tồn tại. Chúng là loài ăn thực vật, tiêu thụ nhiều loại quả và rau khác nhau, gồm cả ráy leo. Chúng là một trong số ít loài bò sát có thể hoạt động thành nhóm xã hội. Cả con đực và cái đều tạo lập lãnh thổ và thường tỏ thái độ thù địch với các cá thể không chung nhóm với chúng.
Corucia là một chi đơn loài. Có hai phân loài đã được xác định: Corucia zebrata zebrata và Corucia zebrata alfredschmidti. Phân loài C. z. zebrata có kích thước nhỏ hơn, mắt sậm màu hơn và màng cứng đen.

## Tên và phân loại
C. zebrata được mô tả bởi John Edward Gray năm 1855. Tên chi Corucia xuất phát từ từ coruscus trong tiếng Latinh, nghĩa là "lấp lánh". Tên này xuất phát từ "hiệu ứng màu sắc trên vảy cơ thể" của chúng. Tên loài zebrata là dạng Latinh hóa của từ zebra (ngựa vằn).
Dù ngoại hình của loài này mỗi đảo lại hơi khác, chỉ có một phân loài khác ngoài phân loài danh định đã được mô tả, là C. z. alfredschmidti, bởi Dr. Gunther Köhler năm 1996, một cái tên để vinh danh nhà bò sát học nghiệp dư Alfred A. Schmidt.
Các họ hàng gần nhất của C. zebrata là các loài thuộc chi Tiliqua và Egernia ở Úc, New Guinea, và Indonesia; cả ba được gộp lại với nhau thành phân họ Lygosominae.

## Phân bố và môi trường sống

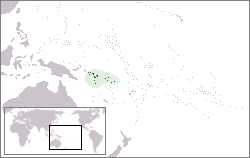
Bản đồ quần đảo Solomon.

C. zebrata là loài bản địa quần đảo Solomon, một cụm đảo miền tây nam Thái Bình Dương. Phân loài danh định (C. z. zebrata) có mặt trên đảo Choiseul, New Georgia, Isabel, Guadalcanal, Ngela, Malaita, Makira, Ugi và Santa Ana. Phân loài C. z. alfredschmidti sống ở Bougainville, Buka và nhóm đảo Shortland. Bougainville và Buka về địa lý thuộc quần đảo Solomons, nhưng về chính trị là một phần của Papua New Guinea. Cả hai phân loài đều sống trên cây, ở vùng tán trên của rừng, và thường được bắt gặp trên các cây sung (Ficus sp.). Loài này cũng đến những vùng đã bán phát quang hay vườn trồng, miễn là ở đây có thức ăn cho chúng.